# Прелестенская волость (Изюмский уезд)
Прелестенская во́лость — историческая административно-территориальная единица Изюмского уезда Харьковской губернии с волостным правлением в селе Прелестное (Бантышева).
По состоянию на 1885 год состояла из 3 поселений, 4 сельских общин. Население — 2774 человек (1436 человек мужского пола и 1338 — женского), 395 дворовых хозяйств.
|                       | Площадь | В т.ч. пахотной |
| --------------------- | ------- | --------------- |
| Сельских общин        | 1965    | 982             |
| Частной собственности | 10316   | 1257            |
| Другой собственности  | 240     | 186             |
| В целом               | 12521   | 2425            |

Основные поселения волости:
- Прелестное (Бантышева) - бывшее владельческое село при реке Сухой Торец в 38 верстах от уездного города. В селе волостное правление, 156 дворов, 1185 жителей, православная церковь, школа. В 2 верстах - железнодорожная станция.[1]
- Приволье - бывшее владельческое село при реке Торец. В селе 180 дворов, 1114 жителей, православная церковь, 3 ярмарки.[1]

Храмы волости:
- Васильевская церковь в с. Прелестном[2]
- Архангело-Михайловская церковь в с. Приволье[2]